# Gunsmith Cats
Gunsmith Cats (jap. ガンスミスキャッツ gansumisu kyattsu; v. engl. gunsmith cats, dt. etwa ‚Büchsenmacher-Katzen‘) ist eine abgeschlossene Manga-Serie des japanischen Zeichners Sonoda Kenichi, die von 1990 bis 1997 in Japan im Magazin Afternoon des Verlags Kodansha erschien. Sie wurde auch als Anime-Kurzserie umgesetzt, die allerdings eine nicht dem Manga entlehnte Geschichte verwendet.

## Handlung
Die Handlung spielt in einem nicht genau definierbaren Zeitraum Ende der 1980er/Anfang der 1990er. Rally Vincent lebt in Chicago und arbeitet als Kopfgeldjägerin und Personenschützerin. Nebenbei führt sie einen kleinen Waffenladen namens Gunsmith Cats, von dem sie jedoch nicht leben kann und will. Rally ist vernarrt in Waffen, welche für sie Ausdruck ihrer Selbständigkeit sind. Zudem achtet sie als Waffenhändlerin auf dubiose Waffeninteressenten und legt großen Wert auf den Schutz von Unbeteiligten. Rallys zweite Leidenschaft sind schnelle Autos, vor allem ihren getunten Shelby Mustang GT500 und (in Gunsmith Cats: Burst) einen Mustang Mach 1.
Rallys Mitbewohnerin und Geschäftspartnerin ist die kindliche „Minnie“ May Hopkins. May ist 2 Jahre jünger als Rally, hat aber schon ein bewegtes Leben hinter sich. Sie lief als Kind von ihrem Elternhaus weg auf die Straße, wo sie ihren späteren Liebhaber und Ehemann Ken Takizawa, einen Sprengstoffexperten, kennenlernte, der ihr alles Wissenswerte in diesem Fach beibrachte; später arbeitete sie im Bordell Purple Pussy – ein Punkt in ihrer Vergangenheit, den sie lieber hinter sich lassen möchte. So wie Rally verrückt nach Schusswaffen ist, ist May von Sprengwaffen besessen und trägt für alle Fälle immer einen Vorrat an Sprengstoff bei sich.
Weiterhin begegnet Rally auch Bean Bandit, einem Drogenkurier und Fluchtfahrer. Bean ist unter anderem erfolgreich, weil er über schier übermenschliche Stärke verfügt und es sich daher leisten kann, stark gepanzerte Kleidung zu tragen, die ein normaler Mensch niemals anlegen könnte. Bean denkt grundsätzlich nicht über die illegalen Geschäfte seiner Auftraggeber nach – er übernimmt die Aufträge, weil sie sonst von anderen ausgeführt würden und er sich seine Hobbys (u. a. das Design und der Bau seines eigenen, auf seine Wünsche zugeschneiderten Wagens) nicht mehr finanzieren könnte. Aber er hat auch seine guten Seiten: Seine Versprechen, persönlich oder privat, erfüllt er äußerst zuverlässig (und wenn ein Geschäftspartner sich seinerseits nicht an eine Vereinbarung halten sollte, wird er von Bean auf handgreifliche Weise „abgemahnt“), und er hat trotz seiner Einzelgängernatur ein großes Herz für Kinder. Rally und Bean sind anfangs Gegner, später helfen sie sich jedoch gegenseitig.
Für die Informationsbeschaffung ist Becky Farrah zuständig. Sie ist gierig und fragt zuerst stets nach dem Entgelt, bevor sie zuverlässige Informationen anbietet. Misty Brown, eine Kleinkriminelle und Einbrecherin, hilft Rally und May gelegentlich bei kleineren Jobs aus, gerät dabei aber auch oft in Schwierigkeiten. Nicht zuletzt unterhält Rally exzellente Beziehungen zur Polizei, besonders zu Detective Roy Coleman. Kleinere Delikte, die im Laufe ihrer Tätigkeiten anfallen, führen auch dank Roy nicht zu juristischen Konsequenzen.
Rally hat mit vielen Verbrechern zu tun – ihre Hauptrivalin ist jedoch Gordi, eine ominöse Drogenhändlerin mit Wurzeln in der italienischen Mafia. Gordi bringt die von ihr entwickelte synthetische Droge Kerosin auf den Markt, welche sofort abhängig macht und zusätzlich psychische Kontrolle über die Süchtigen ermöglicht.

## Veröffentlichungen
Der Manga erschien in Japan von Dezember 1990 bis April 1997 im Magazin Afternoon. Dessen Verlag Kodansha brachte die Kapitel auch gesammelt in acht Bänden heraus. Von Juli 2004 bis September 2008 erschien in Japan eine Fortsetzung der Serie unter dem Namen Gunsmith Cats: Burst, ebenfalls im Afternoon-Magazin. Die Kapitel wurden später auch in fünf Sammelbänden herausgegeben.
In Deutschland wurde die Serie von Januar 1996 bis Juli 2001 von Feest/Ehapa veröffentlicht. Vorlage war die erste US-Version von Dark Horse Comics. Die Serie ist deshalb im deutschsprachigen Raum nicht im Original-Format erschienen, sondern gespiegelt in einem Fast-DIN-A4-Format, und umfasst 19 Bände. Dabei wurde eine Bonusstory nicht abgedruckt und eine Seite mit deutlich sexuellem Inhalt entfernt. Die Übersetzer aus der amerikanischen Vorlage waren efwe, Toren Smith und Tobias Martin. Von Januar bis Oktober 2007 erschien eine Neuauflage in vier Bänden, nun in einer neuen Übersetzung von Stefan Hofmeister aus dem Japanischen.
In den USA erschien der Manga von 1995 bis 2001 in neun Teilen bei Dark Horse Comics. Die Fassung wurde durch Studio Proteus bearbeitet. Später erschien eine überarbeitete Neuauflage, die wie die deutsche Neuauflage vier Bände umfasst. Weiterhin wurde der Manga in Frankreich durch Glénat, in Italien durch Edizioni Star Comics, in Polen durch Egmont Polska, in Brasilien von JBC und in Taiwan von Tong Li Publishing veröffentlicht. Eine spanische Fassung erschien bei Editorial Vid in Mexiko und bei Planeta DeAgostini Comics in Spanien. Die Fortsetzung Gunsmith Cats: Burst erschien ebenfalls in Nordamerika und in Frankreich.

## Anime
Ein Anime entstand als dreiteilige Miniserie bei Studio OLM. Das Drehbuch sowie das Charakterdesign stammen von Kenichi Sonoda, am Charakterdesign war auch Norihiro Matsubara beteiligt. In der im Manga nicht enthaltenen Geschichte erhält Rally den Officer Bill Collins als neuen Auftraggeber und mit Natasha Ladinov (im Englischen Radinov) einen neuen Gegenspieler. Beckys Rolle wurde etwas größer geschrieben als im Manga. Regie führte Takeshi Mori und die Musik komponierte Peter Erskine. Die künstlerische Leitung lag bei Kazuo Nagai und für den Schnitt war Shūichi Kakesu verantwortlich. Die Produzenten waren Hiroo Takimoto, Toshiaki Okuno, Umeo Ito und Yoshimasa Mizuo. Zur Recherche für den Anime unternahm das Team Reisen nach Chicago.
Die 30 Minuten langen Folgen wurden in Japan 1995 als Original Video Animation unter dem Titel Gunsmith Cats direkt auf Laserdisc veröffentlicht. In Deutschland erschien er bei OVA Films. Darüber hinaus entstanden Synchronfassungen in Französisch, Englisch, Koreanisch, Spanisch und Portugiesisch. GMA Network zeigte den Anime im Fernsehen auf den Philippinen, der Sender Locomotion die spanische Fassung, Mangas die französische und mehrere Spartensender die englische.
| Rolle              | japanischer Sprecher (Seiyū) |
| ------------------ | ---------------------------- |
| Minnie May Hopkins | Kae Araki                    |
| Rally Vincent      | Michiko Neya                 |
| Becky Farrah       | Aya Hisakawa                 |
| Bill Collins       | Hōchū Ohtsuka                |
| George Black       | Michihiro Ikemizu            |
| Natasha Ladinov    | Yōko Soumi                   |

## Rezeption
Der Manga zeige Sonodas Talent als Geschichtenerzähler, so Jason Thompson. Er biete coole, komplexe Geschichten und zeige das amerikanische Setting mit Liebe zum Detail. Besonders Autos und Schusswaffen hätten es Sonoda sichtlich angetan, die er geradezu fetischisiert zeige. Gunsmith Cats sei der Manga mit den besten Auto-Verfolgungsjagden. Auch die Heldinnen wären zwar starke Charaktere, würden aber in ihrem Design fetischisiert und einige Plot-Elemente seien geradezu pädophil. Das gute Storytelling komme auch in der exzellenten englischen Umsetzung zur Geltung. In den USA gehörte die Serie zu den ersten Erfolgen von Dark Horse Comics im Manga-Segment.
Die Umsetzung als Anime sei insgesamt gut gelungen, so die Anime Encyclopedia. Mit Becky in einer wichtigeren Rolle habe man sich an Drei Engel für Charlie anlehnen wollen, was insbesondere im Vorspann gelungen sei. Obwohl das Setting eigentlich eine düstere Fantasy-Version von Chicago ist, sei die Geschichte bemerkenswert unbeschwert: Es werden viele Pantyshots gezeigt, die Gegenspieler sind eher ungeschickt und anders als im Manga komme Drogensucht und Kindesmissbrauch nicht vor. Während man bei manchen Details auf Realismus geachtet habe, habe die Geschichte auch einige Lücken, sei aber dennoch unterhaltsam. Für die AnimaniA ist der Anime in jedem Fall empfehlenswert und eine der besten Serien ihrer Zeit: „Die Umsetzung von Sonodas Charakterdesign ist […] perfekt, die Animationen […] einwandfrei, das Maß an Authentizität der Schauplätze erstaunlich“.